# Episodi di Origin
La prima stagione della serie televisiva Origin, composta da 10 episodi, è stata interamente distribuita su YouTube Premium il 14 novembre 2018, in tutti i paesi in cui è disponibile; in Italia è stata pubblicata in lingua originale sottotitolata.
| n° | Titolo originale   | Titolo italiano                 | Pubblicazione USA | Pubblicazione Italia |
| -- | ------------------ | ------------------------------- | ----------------- | -------------------- |
| 1  | The Road Not Taken | La strada che non abbiamo preso | 14 novembre 2018  | 14 novembre 2018     |
| 2  | Lost On Both Sides | Persi su entrambi i lati        | 14 novembre 2018  | 14 novembre 2018     |
| 3  | Bright Star        | Stella luminosa                 | 14 novembre 2018  | 14 novembre 2018     |
| 4  | God's Grandeur     | La grandezza di Dio             | 14 novembre 2018  | 14 novembre 2018     |
| 5  | Remember Me        | Ricordati di me                 | 14 novembre 2018  | 14 novembre 2018     |
| 6  | Fire and Ice       | Fuoco e ghiaccio                | 14 novembre 2018  | 14 novembre 2018     |
| 7  | The Wasteland      | La landa desolata               | 14 novembre 2018  | 14 novembre 2018     |
| 8  | Funeral Blues      | Tristezza funebre               | 14 novembre 2018  | 14 novembre 2018     |
| 9  | A Total Stranger   | Perfetto sconosciuto            | 14 novembre 2018  | 14 novembre 2018     |
| 10 | I Am               | Sono io                         | 14 novembre 2018  | 14 novembre 2018     |